# 中信科技大學
中信科技大學，簡稱中信科大，是一所位於中華民國臺南市新市區的科技大學，鄰近新市車站，目前有2個學院、8個系、4個研究所。原稱遠東科技大學，2024年3月獲中國信託銀行捐助，8月1日更名為中信科技大學（全銜中信金學校財團法人中信科技大學）。

## 歷史
- 1966年，申請設校「遠東工業專科學校」。
- 1968年，奉教育部令立案。
- 1969年，參加聯合招生。
- 1992年，增設商科、企業管理系，改名為「遠東工商專科學校」。
- 1993年，增設電子資料處理科。
- 1994年，電子資料處理科改名資訊管理科。
- 1999年8月1日，改制為「遠東技術學院」。
- 2001年，增設資訊管理系、餐飲管理科。
- 2003年，增設餐飲管理科、電子工程系。
- 2006年8月1日，改名為「遠東科技大學」。

- 2007年，增設休閒運動管理系。

2006年—2024年3月時的遠東科大校徽

- 2008年，增設數位媒體設計與管理系、化妝品應用與管理系、光電工程系。
- 2009年，增設創新與創業管理系暨研究所、旅遊事業管理系、能源應用工程系、電腦應用工程研究所。機電光系統研究所改名電機工程研究所。
- 2010年，增設創意商品設計與管理系、觀光英語系、材料科學與工程研究所、行銷供應鏈管理研究所。
- 2011年，創新與創業管理系暨研究所改名創新設計與創業管理系暨碩士班。
- 2012年，銷供應鏈管理研究所改名行銷與流通管理系碩士班。
- 2013年，電腦應用工程系改名工業設計系，並增設產品設計組與機械與電腦輔助設計組之分組。
- 2014年，整合原商管學院之創新設計與創業管理系、數位媒體設計與管理系、創意商品設計與管理系，及原工程學院之工業設計系，成立設計學院。原電資學院之電機工程系暨碩士班、電子工程系、資訊工程系、光電工程系皆併入工程學院。
- 2016年，增設休閒運動管理碩士學位學程、多媒體與遊戲發展管理系。
- 2017年，增設餐飲管理系餐飲經營與安全管理碩士班、流行音樂產業管理系、創意生活設計系、冷凍空調與能源系。數位媒體設計與管理系改名數位媒體設計系。
- 2018年，商管學院與設計學院整併為管理暨設計學院，餐飲管理系新增日式料理組。
- 2019年，增設飛機修護系四技日間部，停招資訊管理系（科）進修學院、進修專校，流行音樂產業管理系新增流行音樂組、休閒運動管理系取消休閒產業組、健康促進組。
- 2020年，機械工程系、自動化控制系，整併為機械工程系。創新設計與創業管理系、創意商品設計與管理系，整併暨改名為創新商品設計與創業管理系。旅遊事業管理系分設觀光英語組、旅館管理組。停招企業管理系四技日間部、創意生活設計系四技日間部、數位媒體設計系四技進修部、觀光英語系四技日間部
- 2021年，資訊工程學系增設產業專班
- 2022年7月29日，與臺南市政府合作在校園內成立「新市全民運動中心」。
- 2023年，創新商品設計與創業管理系與行銷與流通管理系整併為行銷與流通管理系，旅遊系進修部（四技、二技、二專）、化妝品應用與管理系、數位媒體設計系停招。
- 2024年，多媒體與遊戲發展管理系、流行音樂產業管理系停招，企業管理系增設日間部招生、冷凍空調與能源系增設夜間部招生。3月25日董事會通過向教育部申請更名為「中信科技大學」（英語名稱：CTBC University of Technology）。8月1日起，正式更名為「中信科技大學」，資訊工程學系及電機工程系合併成半導體學系、食品管理系所更名餐飲與健康養生系、增設智慧健康照護碩士學程、高齡健康照護系。

## 歷任校長
| 姓名   | 歷屆 | 任期                | 備註             |
| ------ | ---- | ------------------- | ---------------- |
| 王乃昌 | 1    | 1966 年—2005 年     | 創辦人兼首屆校長 |
| 王元仁 | 2    | 2005年—2022年8月    |                  |
| 王榮聖 | 3    | 2022年8月—2023-6月  |                  |
| 陳炘鏞 | 代   | 2023年6月—2023年8月 | 代理校長         |
| 鄭欽哲 | 4    | 2023年8月—現任      |                  |

## 行政教學組織

### 行政單位
| 行政單位 | 副校長室     | 秘書室       |
| 行政單位 | 教務處       | 學務處       |
| 行政單位 | 總務處       | 研發處       |
| 行政單位 | 產學合作處   | 進修部       |
| 行政單位 | 進修學院     | 圖書館       |
| 行政單位 | 人事室       | 會計室       |
| 行政單位 | 體育教學中心 | 計算機中心   |
| 行政單位 | 語文中心     | 教學資源中心 |
| 行政單位 | 校友發展中心 |              |

### 教學單位
| 半導體學院 | 冷凍空調與能源系   | 機械工程系暨碩士班 |
| 半導體學院 | 半導體學系暨碩士班 |                    |

| 健康學院 | 智慧健康照護碩士學程 | 高齡健康照護系     |
| 健康學院 | 休閒運動管理系       | 企業管理系暨碩士班 |
| 健康學院 | 餐飲與健康養生系     |                    |

| 通識教育中心 | 語文中心   | 藝文中心     |
| 通識教育中心 | 服務學習組 | 體育教學中心 |

### 研究中心
| 研究中心 | 綠能材料研究中心 | 三創教育中心     |
| 研究中心 | 資訊系統整合中心 | 節約能源中心     |
| 研究中心 | 運動行銷中心     | 生物科技研發中心 |
| 研究中心 | 永續材料研發中心 | 聯合行銷中心     |

## 校歌
作曲：蕭泰然 
作詞：翁大有
巍巍蓬台 浩瀚之洋 絃頌動黌宇 
遠東發祥 振興經濟 創展技術 
為國家 樹百年大計 與歐美 並駕齊驅 日月同光 
穆穆蓬台 美麗之洋 明德育群英 
遠東其昌 精勤所業 學攻致用 
為民族 立萬世根基 與歐美 並駕齊驅 
與歐美 並駕齊驅 日月同光

## 社團
| 自治性社團 | 學生會 | 畢聯會 |

| 服務性社團 |                |            |
| ---------- | -------------- | ---------- |
| 服務性社團 | 崇德青年志工社 | 孝諦佛學社 |
| 服務性社團 | 健康服務社     | 衛生保健社 |
| 服務性社團 | 樂活青年社     |            |

| 聯誼性社團 |        |            |
| ---------- | ------ | ---------- |
| 聯誼性社團 | 倫巴社 | 桌遊社     |
| 聯誼性社團 | 書藝社 | 藝遊社     |
| 聯誼性社團 | 陶藝社 | 無人飛機社 |

| 體適能社團 |              |
| 籃球社     | 壘球社       |
| 羽球社     |              |
| 有氧健身社 | 健康體適能社 |

## 學校榮譽表現
- 2015獲Cheers雜誌選為國內Top 20辦學卓越的大學。
- 2015年，1111人銀行調查「企業最愛大專院校」當中，遠東科技大學在遊憩與運動學群畢業生表現排名榮獲第三名。
- 2015年，1111人銀行調查「企業最愛大專院校」當中，遠東科技大學在企業最愛雲嘉南科技校院排名第四名。
- 榮獲典範科技大學計畫產學研發中心。
- 2016年創意專利項目申請數目全國第一。
- 2015年，1111人力銀行與時報周刊獲選雲嘉南最受企業喜愛的科技大學第四名。
- 2017年，發展電子競技產業相關學系受臺灣關注，亦有教育部攜國際媒體參訪。
- 2018年 遠見雜誌最佳大學評選 社會影響第16名
- 2019年 遠見雜誌最佳大學評選 推廣及產學收入第20名
- 2019年 遠見雜誌最佳大學評選 台灣專利數第1名
- 2019年1111人力銀行 企業最愛大學評比 雇主最滿意大學 學群排行榜 藝術學群第一名
- 2018年1111人力銀行 企業最愛大學評比 雇主最滿意大學 學群排行榜 藝術學群第三名
- 賀！遠東科技大學參加2023年全國技專校院學生實務專題製作競賽榮獲資工通訊群第三名成績優異！
- 遠東科大教育推廣部榮獲TTQS人才發展品質管理系統評核【銅牌】肯定
- 遠東科技大學參加2023年台灣創新技術博覽會榮獲2金1銀1銅，共4個獎，成績輝煌！
- 遠東科技大學榮獲2023克羅埃西亞國際發明展2金2銀2銅2特別獎，共8個獎
- 2023年10/16 NOWnews今日新聞報導:台南遠東科大創新產品設計創業管理學系四年級學生鍾有樺從入學起，每年都在玉皇四殿下或三公主娘生日前夕致贈他自行設計的小神衣贈送信眾結緣
- 2023.10.18 中央社報導:師徒攜手拚亞運 棒球銀牌國手李亦崴獲頒優秀校友獎

## 國際姐妹學校
中華人民共和國
- 天津輕工職業技術學院
- 天津河北職業學院
- 天津濱海職業學院
- 天津中德職業技術學院
- 天津新華職工大學
- 天津職業大學
- 天津電子信息職業技術學院 ( tianjing electric information college ) （页面存档备份，存于）

美利堅合眾國
- 西北理工大學
- Institute of Computer Technology
- School of Information Technology & Communications Design California State University
- Institute for Applied Language Studies, the University of Edinburgh, Scotland
- 威斯康辛大學麥迪遜分校(University of Wisconsin-Madison)
- 阿爾格西大學(Argosy University)
- 科羅拉多基督教大學(Colorado Christian University)
- 矽谷大學(Silicon Valley University)
- 佩丁大學(Patten University)

俄羅斯聯邦
- Far Eastem State Technical University
- Stavropol State University

大韓民國
- 加耶大學校(가야대학교) Kaya University （页面存档备份，存于）
- 大邱藝術大學 Daegu Arts University  （页面存档备份，存于）

越南社會主義共和國
- University of Technical Education, Ho Chi Minh City

## 交通
- 台鐵：新市車站
- 客運：大台南公車

| 編號      | 營運業者 | 路線             | 經由               | 備註                                   |
| --------- | -------- | ---------------- | ------------------ | -------------------------------------- |
| 綠1       | 興南客運 | 新化－善化轉運站 | 新市車站、南科商場 |                                        |
| 綠2       | 興南客運 | 新化－山上市場   | 新市車站、南科商場 | - 部分班次延駛至玉峰里。               |
| 綠3       | 興南客運 | 新化－善化轉運站 | 新市車站、樹谷園區 |                                        |
| 綠4       | 興南客運 | 新化－善化轉運站 | 新市車站、陽光電城 |                                        |
| 綠6       | 興南客運 | 新化－大社       | 新市車站、潭頂     |                                        |
| 綠7       | 興南客運 | 新化－大社       | 新市車站、大營     |                                        |
| 綠7區間車 | 興南客運 | 新化－新市車站   |                    | - 新化站6:50發車，於新市車站7:00折返。 |

- 高速公路：國道8號（新市交流道）
- 省道：台19甲線

## 知名校友
- 澎恰恰：知名藝人，主持人、製作人、導演。
- 魏德聖：電影《海角七號》、《賽德克•巴萊》的導演。
- 謝龍介：立法委員
- 黃強華：霹靂國際多媒體董事長
- 馮緒平：SPFDisk發明人

## 参閲
- 發展典範科技大學計畫
- 獎勵大學教學卓越計畫
- 臺灣大專院校退場

## 歷年日間部師生比及新生註冊率
- 112學年度日間部學生人數1433，專任老師人數105，日間部師生比13.65（學生數/老師數）。[3]
- 註冊率[4]
  - 112學年度新生註冊率47.55%。
  - 113學年度新生註冊率72.38%。

## 資料來源
1. ↑  正式學籍在學學生,"景文科大正式學籍在學學生人數-以「系(所)」統計" （页面存档备份，存于）,教育部,retrieved 2022-01-24.
2. ↑  遠東科大8月改名中信科大 （页面存档备份，存于）2024-07-04，Yahoo新聞
3. ↑  .   [2023-01-15]. （原始内容存档于2023-01-01）.
4. ↑  教育部新生(含境外生)註冊率-以「校」統計
 （页面存档备份，存于）

## 外部連結
- 中信科技大學 （页面存档备份，存于） （英文）（繁體中文）
- 大專校院校務資訊公開平臺 （页面存档备份，存于）